# Atelopus nahumae
Espèce
Statut de conservation UICN

 EN B1ab(iii) : En danger
Atelopus nahumae est une espèce d'amphibiens de la famille des Bufonidae.

## Répartition
Cette espèce est endémique du département de Magdalena en Colombie. Elle se rencontre entre 1 900 et 2 800 m d'altitude dans le nord-ouest de la Sierra Nevada de Santa Marta.

## Taxon Lazare
L'espèce est un exemple de taxon Lazare.

## Publication originale
- Ruiz-Carranza, Ardila-Robayo & Hernández-Camacho, 1994 : Tres nuevas especies de Atelopus A. M. C. Dumeril & Bibron 1841 (Amphibia: Bufonidae) de la Sierra Nevada de Santa Marta, Colombia. Revista de la Academia Colombiana de Ciencias Exactas, Físicas y Naturales, vol. 19, p. 153–163 (texte intégral).